# Idioma mansi
La lengua mansi (o vogul, según el nombre tradicional dado por los rusos) es denominada por sus hablantes nativos маньси o моаньсь. Pertenece a la familia de las lenguas urálicas y más en concreto a las lenguas ugrofinesas (también llamadas fino-ugras o fino-hungúricas). Su pariente más cercano es el janti (u ostiaco), así como el húngaro, con las que conforma el subgrupo de lenguas ugrias. Los mansi viven en el norte de Siberia, en los territorios comprendidos entre el río Ural y el Obi. En 1960 alrededor de 6000 personas se reconocían miembros de la etnia mansi, de ellos apenas el 60 % tenía como lengua materna el mansi. Para 1989 la cifra había subido a unas 8500 personas, pero solo el 37 % hablaba su lengua.
Se suele hablar de cuatro grandes dialectos según su situación geográfica, que se dividen a su vez en numerosos dialectos menores. Así, los dialectos septentrionales son el de Sosva, Sigva, Lozva inferior, y el del Obi; los occidentales, el del Lozva inferior, el de Pelimka y el de Vagilsk; los orientales, el del Konda superior, Konda medio, Konda inferior, y el del Yukonda; y el dialecto de Tavda, único dialecto meridional. La lengua literaria se basa en el dialecto de Sosva. La comprensión mutua entre los hablantes de estos dialectos es difícil.

## Historia
Los testimonios más antiguos de lengua mansi son generalmente nombres de personas que aparecen en crónicas rusas del siglo XVI-XVII. Del siglo XVIII nos han quedado varios glosarios con cientos de palabras. En el siglo XIX tienen lugar grandes viajes de investigación y recolección de información, el primero de ellos lo realizó Antal Reguly en los años cuarenta, luego, en la segunda mitad del siglo también viajan a la zona el finés August Ahlqvist y el húngaro Bernát Munkácsi, y continuamente fueron informando de los resultados. Sin embargo, el inmenso material etnográfico y de poesía popular recogido no influyó en la formación de la lengua escrita mansi.
Este proceso no tenía apenas precedentes: durante la época zarista se habían preparado algunas traducciones de textos eclesiásticos, pero el primer abecedario mansi solo fue publicado en 1932, y tomaba como base el alfabeto latino. En 1939-40 se introdujo el cirílico, parece ser que para evitar la confusión de enseñar dos sistemas de escritura diferentes en las escuelas. Entre los creadores de la literatura en lengua mansi se encuentran Marfa Vajruseva, de la que también destaca su trabajo pedagógico y científico, así como Piotr Yevrin y M. Kazantsev, que destacapan más bien por el hecho de ser los fundadores más que por la calidad literaria de sus obras. El primer maestro de la literatura mansi fue Yuvan Shestalov, nacido en 1937, que publicó poesía y narrativa tanto en mansi como en ruso y dio a conocer su pueblo y su cultura.

## El alfabeto mansi
Hasta 1932 fue una lengua sin escritura, a partir de entonces se realizaron varios intentos para dotarla del alfabeto latino, pero finalmente, acabó usándose el alfabeto cirílico, desde 1939. 
Alfabeto cirílico mansi:
Alfabeto latino para el mansi, usado anteriormente:

## Pronunciación

### Vocales
Al igual que en el húngaro, las vocales se diferencian en largas y cortas según su duración, además existen tren grados de abertura.
- Vocales velares:
  - а: a [a]
  - о: o [o]
  - у: u [u]
  - э: e [e], tras sílaba acentuada frecuentemente se pronuncia [ǝ]
  - ы: y [ɨ], como el mismo carácter en ruso.
- Vocales palatales (palatalizan la consonante anterior):
  - е: e [ʲe], tras sílaba acentuada frecuentemente [ʲǝ]
  - ё: io, sonido [ʲo]
  - и: i [i]
  - ю: iu [ʲu]
  - я: ia [ʲa]

En los diferentes dialectos pueden existir sonidos diferentes, además, generalmente tras la sílaba no acentuada se produce una reducción de vocales.

### Consonantes
- Duras:
  - б: b [b], solo aparece en préstamos del ruso
  - в: consonante aproximante u, como en inglés w [w]
  - г: sonido fricativo velar sonoro (gh) [ɣ]
  - д: d [d], solo aparece en préstamos del ruso
  - ж: zh [ʒ], como la "ll" argentina. Solo aparece en préstamos del ruso.
  - з: silbante sonora z [z], solo aparece en préstamos del ruso
  - й: i [j]
  - к: k [k]
  - л: l [l]
  - м: m [m]
  - н: n [n]
  - ӈ: sonido nasal velar [ŋ]
  - п: p [p]
  - р: r [r]
  - с: s [s]
  - т: t [t]
  - ф: f [f], solo aparece en préstamos del ruso
  - х: similar a la j(del español, también se puede transliterar como h) [x]
  - ц: ts [ʦ], solo en palabras de origen ruso
  - ч: ch [ʧ], solo en palabras de origen ruso
  - ш: sh [ʃ], solo en palabras de origen ruso
  - щ: sch [ʃʧ], solo en palabras de origen ruso
  - ъ: muda [-], solo en palabras de origen ruso (donde es llamado signo duro)
  - ь: signo blando [ʲ], aparece solo tras л, н, с, т, aunque en palabras de origen ruso puede aparecer en otros lugares.

- blandas:
  - Las consonantes л, н, с, т se palatalizan ante ь, е, ё, и, ю, я. En estos casos la pronunciación será [ʎ], [ɲ], [ɕ], [c].

### Acento
La posición del acento es variable, pero generalmente cae en las sílabas iniciales.

## Gramática[3]

### El artículo
No existe.

### El sustantivo
La lengua mansi es aglutinante. Las relaciones entre palabras están expresadas por medio de sufijos.
No existe categoría de género. En mansi hay tres números: singular, dual y plural. Se distinguen seis casos gramaticales. 
Ejemplo: пут (caldero)
| caso         | singular | dual     | plural   |
| nominativo   | пут      | путыг    | путэт    |
| locativo     | путт     | путыгт   | путэтт   |
| lativo       | путн     | путыгн   | путэтн   |
| ablativo     | путнэл   | путыгнэл | путэтнэл |
| translativo  | путыг    | -        | -        |
| instrumental | путэл    | путыгтэл | путэтэл  |

Los casos que faltan son sustituidos por el sistema de preposiciones, por ejemplo: халнэл (entre), саит (detrás de), etc.
Un sufijo personal de posesión indica la persona poseedora y su número, así como el número del objeto poseído: колаген (tus dos casas), колагэн (vuestras dos casas -dual: para dos poseedores), коланэн (vuestras dos casas - para más de dos poseedores), etc.

### El verbo
La conjugación verbal presenta tres personas, tres números, dos tiempos (presente: -г, pasado: -с), 4 modos (indicativo, condicional, subjuntivo, caso de cortesía), al igual que el húngaro, existe conjugación transitiva e intransitiva así como diferencia de aspecto: activo frente a pasivo (la pasiva se indica con: -ве-). El subjuntivo(imperativo) solo existe para la segunda persona.
Ejemplos: минасум (fui), минасэн (fuiste), минас (fue), минасумен (fuimos, los dos), минасэн (fuisteis vosotros dos), минасыг (fueron ellos dos), минасув (fuimos), минасэн (fuisteis), минасэт (fueron); тотыкен (trae, con gusto- familiar), тоторисюм (me costará mucho, pero lo traeré).
Frases de ejemplo: Ам хул алысьлаӈкве минасум. (Me fui a pescar), Няврамет налми ватат ёнгегет. (Los niños juegan en la orilla.)

### Los numerales
Cardinales: 1.аква (akua), 2.китыг (kityg), 3.хурум (jurum), 4.нила (nila), 5.ат (at), 6.хот (jot), 7.сат (sat), 8.нёллов (niollou), 9.онтэллов (ontéllou), 10.лов (lou), 20.хус (jus), 100.сат (sat), 1000.сотэр (sotér). Como artículo para 1 y 2 (ya que es una lengua dual): 'акв (uno), кит (dos).

### Ejemplos
Frases ilustrativas y humorísticas que muestran el parentesco entre el húngaro y el mansi tanto en el léxico como en la gramática.

#### Manysi-húngaro-traducción al español
Hurem né vitnel huligel husz hul pugi.
Három nő a vízből hálóval húsz halat fog.
(Tres mujeres sacan del agua con una red 20 peces)
Hurem-szát-husz hulach-szem empem viten eli.
Háromszázhúsz hollószemű ebem vízen él.
(Mis trescientos veinte canes de ojos de cuervo viven en el agua)
Nota: recuérdese que el mansi se escribe en cirílico, para la transcripción no se ha usado el esquema señalado más arriba, que sería aceptable para un español, sino que se ha realizado siguiendo el sistema de transcripción húngaro, porque así es más apreciable el parentesco.

## Sintaxis

### Orden de palabras
El sintagma nominal está al comienzo de la oración, y le siguen diferentes sintagmas predicativos, finalmente el verbo: ам хул алысьлаӈкве минасум (Me fui a pescar – "yo pez atrapar fui"). El sujeto y el verbo concuerdan: пасан сэмел – пасанэт сэмлэт (la mesa negra – las mesas negras). El determinante y la palabra determinada no concuerdan, con excepción del numeral кит (2), ya que exige el uso del dual a continuación.